# 米夏埃尔-本尼迪克特 (萨克森-魏玛-艾森纳赫)
米夏埃尔-本尼迪克特·格奥尔格·约布斯特·卡尔·亚历山大·博恩哈德·克劳斯·弗里德里希（Michael-Benedikt Georg Jobst Carl Alexander Bernhard Claus Friedrich，1946年11月15日—），萨克森-魏玛-艾森纳赫大公家族族长，韦廷家族首领。

## 生平
米夏埃尔-本尼迪克特是萨克森-魏玛-艾森纳赫大公世子，家族首领卡尔-奥古斯特与夫人汪根海姆-温特尔施泰因女男爵伊丽莎白唯一的儿子，1946年11月15日出生于德国班贝格。幼年在班贝格和伦敦度过。
1988年，米夏埃尔-本尼迪克特的父亲去世，他继承父亲成为萨克森-魏玛-艾森纳赫大公家族族长，韦廷家族首领。若德国仍是君主制国家，他将是萨克森-魏玛-艾森纳赫大公米夏埃尔一世。
由于米夏埃尔-本尼迪克特是英国国王乔治二世的后裔，他还是英国王位第562顺位继承人。
由于米夏埃尔-本尼迪克特没有儿子，根据萨利克继承法，萨克森-魏玛-艾森纳赫大公家族族长将由他的堂哥威廉·恩斯特（1946年生）继承。

## 婚姻与子女
米夏埃尔-本尼迪克特1970年与德国平民雷娜特·亨克尔（Renate Henkel，1947年生）结婚，二人1974年离婚，没有子嗣。
1980年在伦敦，米夏埃尔-本尼迪克特与德国平民达格玛·亨宁斯（Dagmar Hennings，1948年生）结婚，有一女：
- 莱昂妮·梅塞德丝·奥古斯塔·希尔维亚·伊丽莎白·玛格丽特（Leonie Mercedes Augusta Silva Elisabeth Margarethe），1986年10月30日生于法兰克福。